# 岡島喜久子
岡島 喜久子（おかじま きくこ、1958年5月5日 - ）は、日本の元女子サッカー選手、実業家。公益社団法人日本女子プロサッカーリーグ（WEリーグ）の初代チェア（代表理事）を務めたことで知られる。

## 人物
東京都中央区出身。中学生の時に男子生徒がサッカーに熱中しているのを見て「私にもやれそうだ」と思ったことがサッカーを始めるきっかけになったのだという。サッカーを始めてからは『三菱ダイヤモンド・サッカー』（東京12チャンネル）を視聴したり、中学校・高校に進みながらサッカーの試合を年間180試合観戦するなどその虜になる。
1972年、中学校2年生の時に日本女子サッカー初のクラブチームであるFCジンナンに入会し、本格的にプレーを始める。1977年にはアジアサッカー連盟（AFC）主催の女子公式戦である1977 AFC女子選手権（中華民国）に日本からFCジンナン単独チームが参加し、岡島はそのメンバーとして大会に出場した。なお、日本サッカー協会 (JFA) ではこのFCジンナンチームを公式の女子日本代表とは認めておらず、1981 AFC女子選手権（香港）に派遣した代表チームを初の公式な女子代表チームとしている。
1979年の第1回全日本女子サッカー選手権大会ではFCジンナンのメンバーとして制覇。同年、日本女子サッカー連盟（現在はJFAに統合）が設立され、初代理事メンバーに就任した。
早稲田大学商学部在学中にオハイオ・ウェスリアン大学に交換留学し、留学先ではスポーツ医学を中心に学んだ。大学卒業後、1983年に外資系のケミカルバンク（現JPモルガン・チェース）に就職し、セールストレーダーなどを務める。
1984年に日本女子サッカー連盟の事務局長に就任し、同年開催の西安招待国際女子大会では折井孝男監督率いる日本女子代表チームの主務を務めた。
1988年、営業職を希望して国際証券（現三菱UFJモルガン・スタンレー証券）に転職。翌1989年、シンガポールへの転勤を機にサッカー選手を引退した。
1990年11月にアメリカ人と結婚。1989年末をピークに日本株が下がり続けていて、ここから10年ダメだと判断して結婚に踏み切ったと語っている。1991年からアメリカ合衆国へ活動の拠点を移し、メリーランド州ボルティモアに在住してリッグスバンク（現PNCファイナンシャルサービシズ）やメリルリンチなどに勤務し、国際金融の現場を経験した。
2020年7月9日、日本女子プロサッカーリーグ（WEリーグ）の初代チェア（代表理事）への就任が決定した。
2021年1月21日、オンラインで開催されたJFA2021年度第1回理事会において、JFA副会長および将来構想委員会委員に選任された。
2022年9月29日に行われたWEリーグの定時社員総会ならびに理事会において、任期満了に伴うWEリーグチェアの退任が決定した（後任は髙田春奈）。

## 略歴

### 職歴
- 1983年　ケミカルバンク（現JPモルガン・チェース）東京支店
- 1988年　国際証券（現三菱UFJモルガン・スタンレー証券）
- 1990年　コクサイシンガポールマーチャントバンク（シンガポール）
- 1991年　First National Bank of Maryland（アメリカ合衆国）
- 1999年　リッグスバンク（現PNCファイナンシャルサービシズ）（アメリカ合衆国）
- 2004年 - 2019年　メリルリンチ（アメリカ合衆国）

### サッカー歴
- 1972年　中学2年時に中学校の男子サッカー部に入部。その後FCジンナンに入会
- 1974年　高校1年時、東京都サッカー協会主催のリーダースクール（現公認D級コーチ養成講習会）を女性として初めて受講
- 1977年　第3回AFC女子選手権にFCジンナンのメンバーとして参加
- 1979年　日本女子サッカー連盟設立時に初代理事メンバーに就任
- 1983年　日本女子代表チームの選手として広州女子国際大会にエントリー
- 1984年　日本女子サッカー連盟の事務局長に就任。日本女子代表チームの選手（主務）として西安招待国際女子大会にエントリー
- 1989年　海外転勤を機に選手引退
- 1996年　アトランタオリンピックでサッカー日本女子代表のスカウティング業務をサポート
- 2020年　WEリーグの初代チェア（代表理事）に就任
- 2021年　日本サッカー協会副会長に選任